# Мостарске кише
„Мостарске кише” је југословенски кратки ТВ филм из 1979. године. Режирао га је Здравко Шотра а сценарио је написао Перо Зубац.

## Улоге
| Глумац         | Улога |
| -------------- | ----- |
| Драган Николић |       |